# 第2艦隊 (韓国海軍)
第2艦隊（だい2かんたい、朝鮮語：제2함대）は、大韓民国海軍の艦隊の一つで、司令部は京畿道平沢市に所在する。黄海方面を管轄しており、海軍少将が司令官に充てられている。

## 歴史
1986年に西沿岸の海域司令部を基にして第2艦隊に改編される。
1999年6月の第1延坪海戦、2002年6月の第2延坪海戦、2009年11月の大青海戦に出動し、2010年には所属していた哨戒艦「天安」が沈没した事件が起きている。
1999年11月に司令部が仁川から平沢に移転する。

## 部隊編制
旗艦は「DDH-972 乙支文徳」が務めている。
- 第2海上戦闘団
  - 第21駆逐艦戦隊
  - 第22哨戒艦戦隊
  - 第23高速艇戦隊
- 第2軍需戦隊
- 第2基地防護戦隊
- 第2の基地支援戦隊
- 第2訓練戦隊
- 第208早期警報戦隊
- 第2航空支援隊
- 軍警察大隊
- 仁川海域防御司令部
  - 第27戦隊
  - 第5特典大隊（派遣）
  - 第218早期警報大隊

## 所属艦
- 広開土大王級駆逐艦
  - DDH-972乙支文徳-艦隊旗艦
- 仁川級フリゲート
  - FFG-811仁川
  - FFG-812京畿
  - FFG-816忠北
  - FFG-821ソウル
- 蔚山級フリゲート
  - FF-958済州
  - FF-961清州
- 浦項級コルベット
  - PCC-768益山-2018年12月31日に退役
  - PCC-773城南-2021年3月に退役予定
  - PCC-779栄州
  - PCC-783新城
  - PCC-785公州
  - 犬鷲型ミサイル艇
    - PKG-711尹永夏
    - PKG-712韓相国
    - PKG-713趙天衡
    - PKG-715黄道顯
    - PKG-716徐厚源
    - PKG-717朴東赫
    - PKG-721池徳七

  - 新型チャムスリ級高速艇
    - PKMR-211
    - PKMR-213